# Dysdera longirostris
Dysdera longirostris là một loài nhện trong họ Dysderidae.
Loài này thuộc chi Dysdera. Dysdera longirostris được miêu tả năm 1853 bởi Doblika.